# Jerry der Insulaner

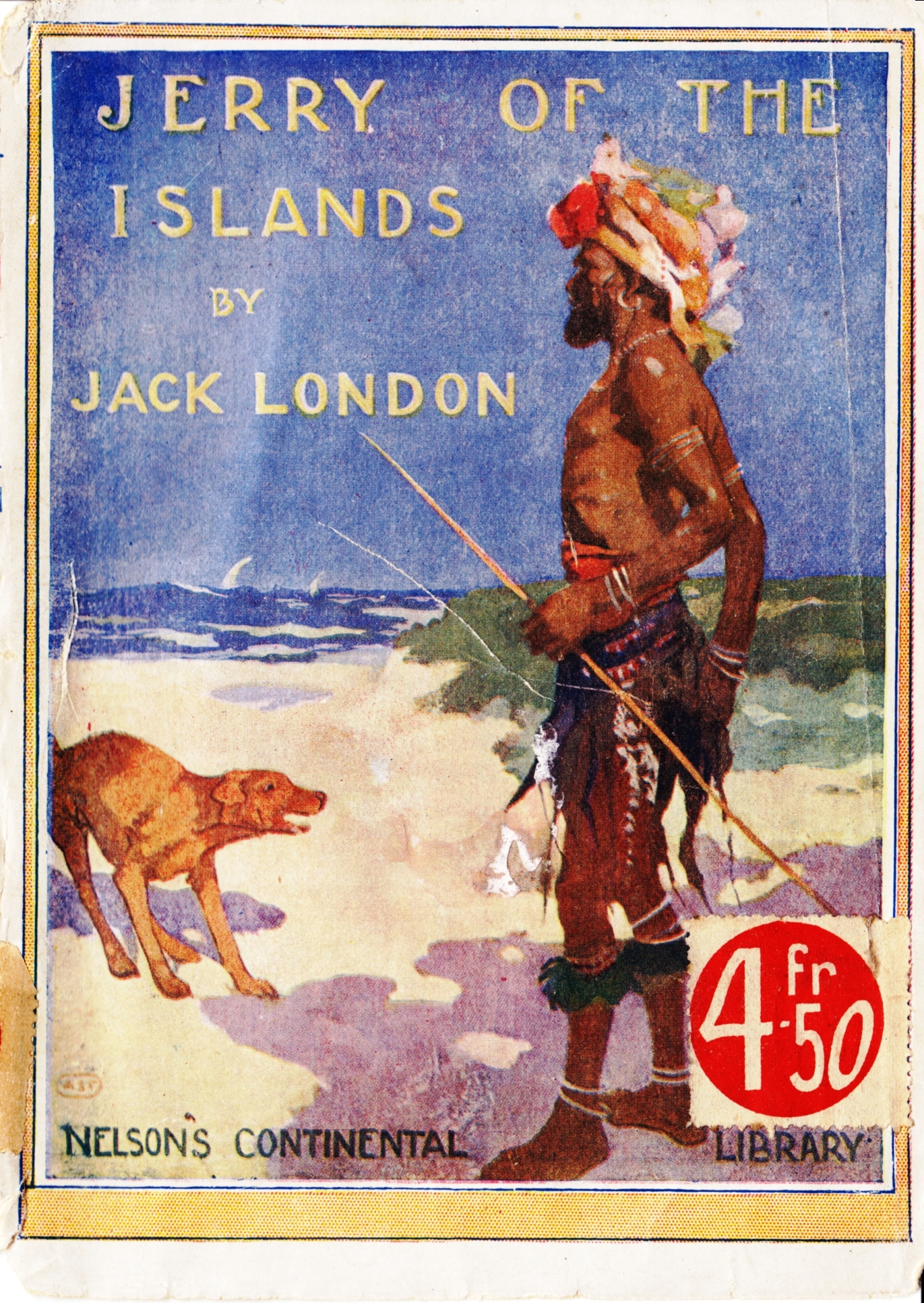
Titelseite der englischsprachigen Ausgabe

Jerry der Insulaner ist ein Roman des amerikanischen Autors Jack London, der erstmals 1917 unter dem Titel Jerry of the Islands: A True Dog Story veröffentlicht wurde. Der Roman gehört zu Londons späteren Werken und ist ein Abenteuerroman, der auf den Südseeinseln angesiedelt ist.

## Handlung
Das Buch erzählt die Geschichte von Jerry, einem irischen Terrier, der auf den Salomonen geboren und aufgezogen wird und sich auf der Insel Malatia wiederfindet, nachdem sein Schiff angegriffen wurde. Jerry erlebt verschiedene Abenteuer und trifft auf eine Vielzahl von Charakteren, sowohl menschliche als auch tierische, während er von den verschiedenen Inselbewohnern gehalten wird. Die Romanhandlung behandelt Jerrys Loyalität, Intelligenz und Überlebensfähigkeiten sowie seine Interaktionen und Beziehungen zu den Menschen und anderen Tieren, denen er begegnet. Dabei lässt ein allwissender Erzähler die Lesenden an Jerrys Innenleben teilhaben:
„Er [Jerry] wußte mehr von der Sprache der Krokodile als irgendein Mensch. Er hatte bessere Vorbedingungen für sein Wissen. Er kannte ihre vielen Laute, die aus Grunzen und Schlürfen bestanden. Er kannte ihre Wutlaute, ihre Furchtlaute, ihre Freßlaute, ihre Liebeslaute. Und diese Laute waren ein ebenso ausgesprochener Teil seines Wortschatzes wie Wörter in dem eines Menschen.“

## Themen
Wie viele von Londons Werken, behandelt Jerry der Insulaner Themen wie Natur, Überleben und die oft grausame Realität des Lebens. Darüber hinaus erforscht der Roman die Beziehung zwischen Mensch und Tier und stellt Fragen nach Loyalität, Freiheit und den moralischen Implikationen der Mensch-Tier-Beziehung.

## Ausgaben
- Jerry of the Islands: A True Dog Story. [1917].  Fredonia, 2002. ISBN 978-1-58963-501-2
- Jerry der Insulaner. Übersetzt von Erwin Magnus. LIWI Verlag, Göttingen 2020. ISBN 978-3-96542-269-8